# 吞灭
罗姆人种族灭绝，又称为“罗姆人种族大屠杀”，罗姆语（发音 [pʰoɽajˈmos]，意为“吞噬”），Pharrajimos（分裂、毁灭），Samudaripen（大屠杀），二战期间納粹德國针对罗姆人及辛提人的种族灭绝，是納粹大屠殺的一部分。
根据阿道夫·希特勒在1935年11月26日对纽伦堡法案的补充说明，罗姆人是日耳曼种族的敌人。在当时的纳粹统治区，罗姆人和犹太人处于同一地位。在某些方面，纳粹大屠杀中欧洲罗姆人的命运与犹太人相同。
历史学家估计，有25万到50万——这个数字近似于当时欧洲100万罗姆人的1/4至1/2罗姆人及辛提人在纳粹德国和其盟友的屠刀下丧生。据伊恩·汉考克的研究调查，在当时的欧洲200万名罗姆人中约有150万人遭到迫害。
在纳粹德国内部，对“吉普赛杂种”的手段，先是迫害，其后与犹太人等一同遭种族灭绝。从1943年2月起，居住在德意志帝国和西欧的罗姆人中，大部分被驱逐到奥斯威辛集中营里专门设立的吉普赛集中营。仅有少部分人幸存下来。在一些调查不能及的地方，如欧洲东部以及东南部的德占区，受最大威胁的是那些被纳粹德国視爲“流浪者”的罗姆人，他們中部分是难民或无家可归者。另外在東南歐，由纳粹德军、警察部队及其党卫队特遣部队参与的大屠杀中，（类似罗姆族群的）少数民族首当其冲成爲目標。同时他们也是反对德国占领的武装抵抗斗争中的牺牲品。
由于罗姆人社群的组织和记录不如犹太人多，因此“吞灭”并未得到充分记录，二战中罗姆人的死亡人数约在22萬到150万之间。
1982年，西德承认德国曾对罗姆人犯下暴行。2011年，波兰政府宣布每年8月2日为罗姆人大屠杀纪念日。